# Črneče
Črneče so naselje na desnem bregu reke Drave v Občini Dravograd na slovenskem Koroškem.
Vaška cerkev je bila zgrajena v 15. stoletju in je bila pozneje nekajkrat prezidana. 
Nasproti cerkve stoji Dvorec Črneče, ki je v pisnih virih prvič omenjen leta 1408. Leta leta 1432
se dvorec omenja z imenom Tscherberg. V drugi polovici 17. stoletja je bil dvorec v posesti Adama Seyfrida Waldnerja. Leta 1937 je dvorec prešel v last nun iz Slovenske Bistrice. Po drugi svetovni vojni je bil nacionaliziran, v njem so uredili prosvetno dvorano in stanovanja.
Črneško jezero (tudi Dravograjsko jezero):75-76 je akumulacijsko jezero nad hidroelektrarno Dravograd. Je pomembno naravovarstveno območje vključeno v Naturo 2000. Izjemno pester naravni habitat je predvsem v Črneškem zalivu na vzhodni strani Črneč, ki vključuje stranske rokave reke Drave, ki oblivajo s trstičjem porasle otoke. Na tem področju so našteli več kot 150 vrst ptic in 160 rastlinskih vrst. Tu imajo postanek številne ptice selivke. Običajne ptičje vrste na območju so 
labod grbec, siva čaplja, velika bela čaplja, liska, bičja trstnica, rakar, zelenonoga tukalica, čopasti ponirek. Po letu 2000 so se na območju naselili bobri.